# Fernando Quiroga Palacios
Fernando Quiroga Palacios (Maceda, Ourense, 12 de gener de 1900 - Madrid, 7 de desembre de 1971) va ser un sacerdot espanyol, cardenal i arquebisbe de Santiago de Compostel·la. Doctor en Teologia, va ser el primer President de la Conferència Episcopal Espanyola.

## Biografia
Nascut a Maceda (Ourense) el 12 de gener de 1900 en una família humil - el seu pare era cap de la Guàrdia civil i posteriorment, mestre d'escola - va ser el menor de cinc fills i va perdre la seva mare quan només tenia dos anys. Va estudiar en el Seminari d'Ourense, ciutat en la qual es va ordenar sacerdot el 10 de juny de 1922. Posteriorment va estudiar en la Universitat Pontifícia de Santiago, llicenciant-se en Teologia i es va doctorar en la Universitat Bíblica Pontifícia de Roma. Va ser rector de diverses poblacions i professor en els Seminaris d'Ourense i Valladolid.
En 1945 va ser designat bisbe de Mondoñedo, on va realitzar una important labor. No obstant això, va ocupar aquest lloc durant poc temps perquè el 4 de juny de 1949 va ser nomenat arquebisbe a Santiago i cardenal en el consistori de 12 de gener de 1952 sota el pontificat de Pius XII. Amic del cardenal Angelo Roncalli, Va participar com cardenal elector en el Conclave de 1958 que ho va designar Pontífex. Va ser nomenat per Joan XXIII membre de la comissió preparatòria del Concili Vaticà II en les sessions del qual també va participar. Va ser cardenal elector en el Conclave de 1963 que va designar al cardenal Giovanni Montini com a Papa Pau VI. Impulsades després del Concili les Conferències Episcopals i creada la Conferència Episcopal Espanyola en 1966, va ser nomenat el seu primer president.
Va ser un dels grans promotors de la construcció i restauració de l'arxidiòcesi. En 1957 es va inaugurar el Seminari Menor, es van iniciar les obres de restauració del Seminari Major i van seguir les excavacions de la catedral, on es va descobrir la tomba del bisbe Teodomir. Una altra de les seves grans innovacions va ser la introducció de la litúrgia en gallec, sent el primer cardenal que va celebrar missa en aquesta llengua. La Reial Acadèmia Gallega el va nomenar acadèmic d'honor per la seva defensa en favor de la llengua i la cultura de Galícia.

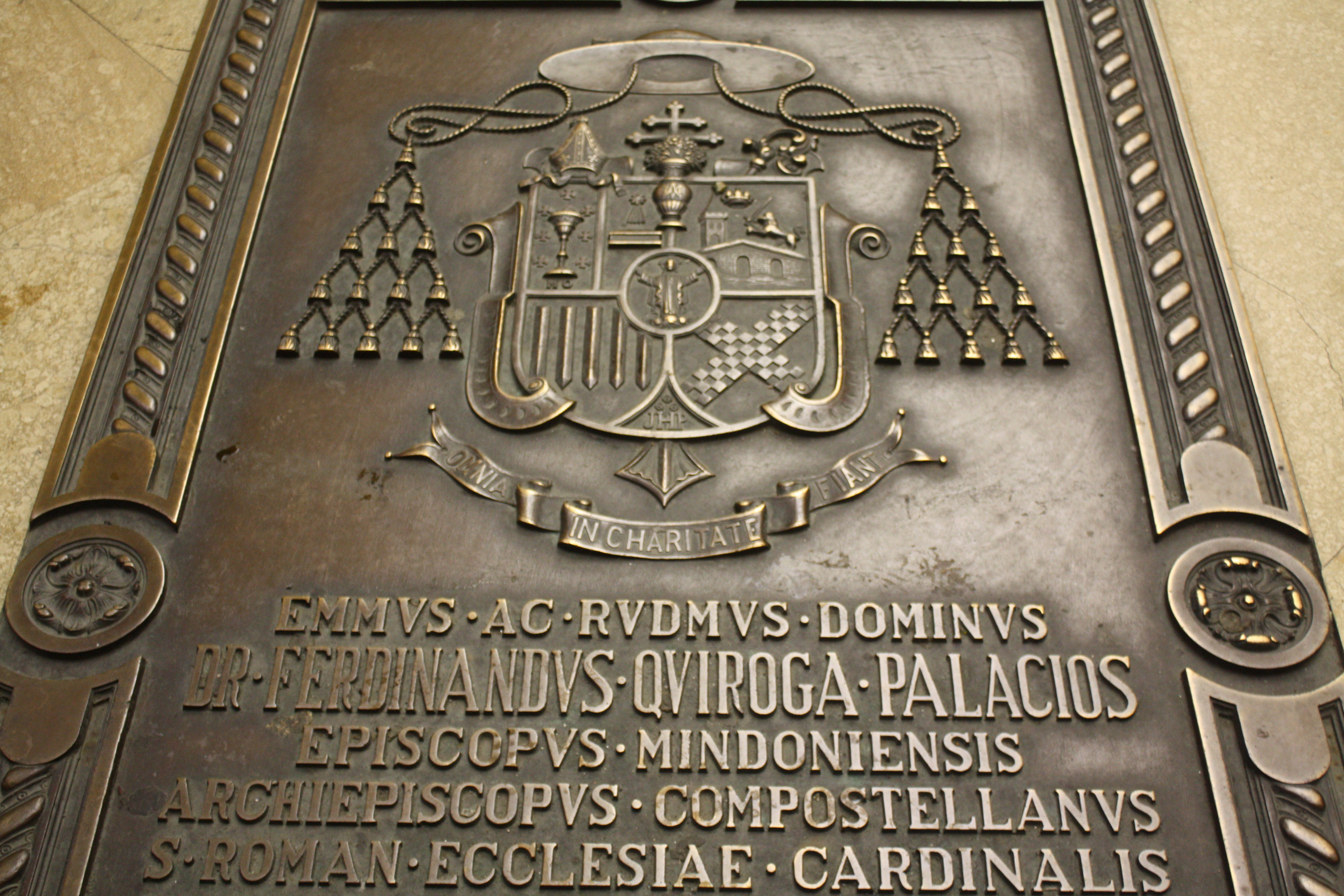
Tomba del cardenal Quiroga Palacios. (Catedral de Santiago de Compostel·la).

Divulgador del Camí de Santiago el cardenal Quiroga va crear el Institut d'Estudis Jacobeus i la seva revista Compostellanum. Va donar a Compostela nou prestigi i va impulsar les peregrinacions i el Any Sant Jacobeu organitzant els corresponents a 1954, 1965 i 1971 recuperant el seu atractiu religiós i el seu caràcter
multitudinari. És recordat com un dels grans arquebisbes de Santiago i com a home bo i generós. Antonio Fraguas Fraguas, cronista oficial de Galícia, afirmava: "Gelmírez li va donar a Compostela l'or de fer-la universal; Fonseca, la saviesa i la ciència, i Quiroga, la santedat".
Vacant la seu arzobispal de Toledo a la defunció del seu titular, el cardenal Enric Pla i Deniel el 5 de juliol de 1968, es donava per cert que el Cardenal Quiroga seria elevat a la seu prevalguda. No obstant això, va caure malalt de gravetat abans que el 5 de desembre de 1971 es fessin públics els nomenaments de les seus episcopals i arquebisbals vacants, i vamorir finalment el dia 7 següent.
Va morir a Madrid el 7 de desembre de 1971 i les seves restes van ser traslladades a Santiago de Compostel·la en la Catedral de les quals està enterrat al peu del Pòrtic de la Glòria.

## Distincions honorífiques
Al llarg de la seva vida li van ser concedides diferents condecoracions de les quals cal destacar:
- Cavaller gran creu de l'Orde d'Isabel la Catòlica[7]
- Gran creu de l'Orde de Sant Ramon de Penyafort[8]
- Medalla d'Or al Mèrit Turístic.[9]
- Cavaller d'honor ' devoció de l'Orde de Malta.[10]
- Medalla d'Or de la Ciutat de Santiago de Compostel·la

Va ser nomenat fill Predilecte de Maceda i Fill Adoptiu de Santiago de Compostel·la i La Corunya